# أنخيل أراندا
أنخيل أراندا (بالإسبانية: Ángel Aranda)‏ (18 سبتمبر 1934 - 21 أبريل 2024)، ممثل سينمائي إسباني. ظهر في أكثر من أربعين فيلم في الفترة ما بين عام 1955 وعام 1980. ولد في إقليم الأندلس بتاريخ 18 سبتمبر عام 1934، وتوفي في مالقة يوم 20 أبريل عام 2024، عن عمر يناهز 89 عامًا.

## وصلات خارجية
- أنخيل أراندا على موقع IMDb (الإنجليزية)
- أنخيل أراندا على موقع ألو سيني (الفرنسية)
- أنخيل أراندا على موقع أول موفي (الإنجليزية)
- أنخيل أراندا على موقع قاعدة بيانات الأفلام السويدية (السويدية)
- أنخيل أراندا على موقع قاعدة بيانات الفيلم (الإنجليزية)
- أنخيل أراندا على موقع كينوبويسك (الروسية)